# Husein-Ali Montazeri
Husein-Ali Montazeri Nadžafabadi (Nadžafabad, 19. rujna 1922. – Kom, 19. prosinca 2009.) (perzijski: حسینعلی منتظری) bio je znameniti iranski ajatolah, islamski teolog, aktivist za ljudska prava i islamsku demokraciju, te politički disident. Godine 1979. bio je jedan od vođa Iranske revolucije te je bio potencijalni nasljednik vrhovnog vođe Ruholaha Homeinija, ali se kasnije razišao s njim te je 1980-ih godina počeo kritizirati iranski politički sustav zbog sputavanja slobode građana. Kao posljedica disidentskog govora, dio posljednjih godina života proveo je u kućnom pritvoru u Komu, ali je ostao utjecajan u Iranu i to posebice u krugovima reformista.

## Životopis
Husein-Ali Montazeri je rođen 19. rujna 1922. godine, Montazeri je iz seljačke obitelji u Nadžafabad, grad u Isfahankoj pokrajini, 250 milja južno od Teherana.
Montazeri je bio učitelj na teološkoj školi gdje je s Homeinijem prosvjedovao protiv Reze Pahlavija. Nakon što je Homeini otišao u egzil, Montazeri je proveo četiri godine u zatvoru, od 1974. do 1978. godine. Nakon revolucije, Montazeri je podupirao teokraciju, ali nije zagovarao apsolutnu vlast već je predlagao da vjerske vođe djeluju samo kao savjetnici i konzultanti.
Godine 1987. započeo je disidentski stav pozivom da se legaliziraju političke stranke. Potom je pozvao na „otvorenu procjenu promašaja revolucije” te na prestanak pokušaja izvoza iste u druge države jer bi Iran trebao biti primjer, a ne silom tjerati druge da ga slijede. Homeini ga je potom javno kritizirao te je pozvao posebnu skupštinu stručnjaka kako bi se raspravljalo o njegovim stavovima. Nakon masovnih smaknuća političkih zatvorenika tijekom ljeta 1988. godine, Montazeri je pozvao na otvorenu politiku te kritizirao politički sustav:
Nijekanje ljudskih prava, nepravda i zanemarivanje pravih vrijednosti revolucije zadali su ozbiljne udarce revoluciji. Prije nego što se dogodi bilo kakva rekonstrukcija, mora se dogoditi ideološka rekonstrukcija... To je nešto što ljudi očekuju od vođe.
Nakon što je Homeini proglasio fetvu protiv Salmana Rushdija, Montazeri je ponovno opomenuo vjerskog vođu: „Ljudi u svijetu dobivaju dojam da je naš posao u Iranu jedino ubijati ljude.” Godine 1989. godine Montazerijeva titula je ukinuta, sva objavljivanja njegovih govora u časopisima ili nekakve reference na njega su zaustavljene dok su njegove slike odstranjene iz iranskih ureda i džamija. Njegovi tjelohranitelji su također ukinuti.
Novi ajatolah Ali Hamenei također nije bio pošteđen kritika Montazarija, zbog čega je 1997. godine stavljen pod kućni pritvor, pod izgovorom da ga se štiti od fanatika. U toj nezavidnoj situaciji je bio sve do 2003. godine kada je pritvor ukinut.

### Kritiziranje Mahmuda Ahmadinežada
Montazeri je 2007. godine kritizirao i iranskog predsjednika Mahmuda Ahmadinežada zbog politike nuklearnog programa. Iako se složio da Iran ima pravo na nuklearnu energiju, nije mu se svidio Ahmadinedžadov „agresivni pristup”:
„S neprijateljem se mora postupati s mudrošću, a ne sa provokacijama... Njegove provokacije samo stvaraju probleme za našu državu.”
Montazeri ga je kritizirao i 2009. godine, nakon predsjedničkih izbora koji su izazvali prosvjede, izjavivši: „Nitko pametan ne može vjerovati da su rezultati izbora ispravni.”

### O pravima žena
Montazaeri je potvrdio da bi muškarci i žene morali imati ista ljudska prava, no zagovarao je da prava žena moraju ostati u okvirima fiha.

### Smrt
Preminuo je 19. prosinca 2009. godine od zatajenja srca, u dobi od 87 godina. Brojne njegove pristaše okupili su se na njegovom sprovodu koji je pojačao iranske prosvjede te godine. Vrhovni vođa Irana Ali Hamenei izrazio je sućut zbog Montazerijeve smrti i nazvao ga „rječitim pravnikom i značajnim stručnjakom”.

## Vanjske poveznice
- Službene stranice  Arhivirana inačica izvorne stranice od 19. srpnja 2011. (Wayback Machine)
- Intervju  Arhivirana inačica izvorne stranice od 27. travnja 2011. (Wayback Machine)
- BBC-jev profil.
- Članak Washington Posta o Montazeriju